# Гаян Александрійський
Гаян (також пишеться як Гайян або Гайнас) -патріарх Александрії протягом трьох місяців у 535 році.
Після смерті патріарха Тимофія IV 7 лютого 535 р. відбулися подвійні вибори для заміщення вакантного патріархату. Дві основні партії в Александрії того часу були сіверіани, послідовники Севера Антіохійського, і юліаністи, послідовники Юліана Галікарнасського. Перший обрав диякона Феодосія, а другий обрав Гаяна, який був архідияконом за Тимофія IV. За словами Леонтія Візантійського, «магнати міста були з Феодосієм, а деми [люди] з Гаяном». 
Того ж дня, 9 або 11 лютого, висвячували ворогуючих патріархів. Посвячення Гаяна здійснив Юліан Галікарнасський. За словами Леонтія, ріст народної підтримки Гаяна змусив Феодосія відправитися у вигнання ще до того, як відбувся похорон Тимофія IV. За словами Захарія Ритора, Гаян зміг зберегти свою посаду протягом трьох місяців. Лібератус Карфагена, точніше, дає йому 103 дні, що означає кінець його правління 23 або 25 травня. Імперський посланець Нарсес був відправлений для розслідування спірних виборів. Він виніс рішення на користь Феодосія, а Гаян був засланий до Карфагена, за словами Ліберата, «суддями». За словами Михаїла Сирійського, який писав кілька століть по тому, заворушення, що послідували після вигнання Гаяна, забрали 3000 загиблих. Феодосій повернувся до міста через два місяці, наприкінці липня або на початку серпня. Нарсес, який мав під своїм керівництвом 6000 війська в Єгипті, змушений був залишити 2000 в Олександрії для захисту Феодосія.
Історія Александрійських патріархів стверджує, що Гаян і Феодосій врешті-решт примирилися, але це здається малоймовірним у світлі стійкості фракції гаяністів в Александрії. Пізніше його перевезли на Сардинію, де він і помер.